# Helena (mjesec)
Helena (također Saturn XII) je prirodni satelit Saturna, iz grupe Unutarnjih pravilnih satelita, s oko 32 kilometra u promjeru i orbitalnim periodom od 2.736915 dana.
Helena se nalazi na putanji 60° ispred Dione, u tzv. Lagrangeovoj točki. Dimenzije su joj 36 x 32 x 30 km. Masa joj nije poznata. Otkrili su je Laques i Lecacheux 1980. godine zemaljskim teleskopom.
Voyager 2 proletio je 25. kolovoza 1981. oko 341 000 km od Helene. Najbliži prelet letjelice Cassini-Huygens dogodio se 18. lipnja 2011.

## Vanjske poveznice
Astronomska sekcija Fizikalnog društva Split - Diona i Helena, saturnovi sateliti  Arhivirana inačica izvorne stranice od 10. travnja 2005. (Wayback Machine)